# Goodbye Mr A
Goodbye Mr A ist ein Lied der britischen Pop-Rock-Band The Hoosiers aus dem Jahr 2007. Es ist die zweite Single aus ihrem Debütalbum The Trick to Life.

## Entstehung
Das Lied wurde geschrieben, nachdem Frontmann Irwin Sparkes 2006 vom Tod seines Englischlehrers Jonathan „Mr A“ Anderton erfahren hatte. Goodbye Mr A ist eine Ode an Anderton.

## Titelliste
CD-Single
1. Goodbye Mr A (Radio Edit) – 3:48
2. Worried About Ray (Live on Virgin Radio) – 4:29

## Rezeption

### Charts und Chartplatzierungen
| ChartsChartplatzierungen     | Höchstplatzierung | Wochen |
| ---------------------------- | ----------------- | ------ |
| Vereinigtes Königreich (OCC) | 4 (29 Wo.)        | 29     |

### Auszeichnungen für Musikverkäufe
| Land/Region                  | Auszeichnungen für Musikverkäufe (Land/Region, Auszeichnung, Verkäufe) | Verkäufe |
| ---------------------------- | ---------------------------------------------------------------------- | -------- |
| Vereinigtes Königreich (BPI) | Platin                                                                 | 600.000  |
| Insgesamt                    | 1× Platin ·                                                            | 600.000  |